# Keilschwanz-Glanzstar
Der Keilschwanz-Glanzstar (Lamprotornis acuticaudus) ist eine etwa 23 cm große in Afrika südlich der Sahara beheimatete Art der Gattung Eigentliche Glanzstare (Lamprotornis) in der Familie der Stare (Sturnidae) aus der Ordnung der Sperlingsvögel (Passeriformes). Es sind derzeit zwei Unterarten bekannt. Er hat ein grünlich schillerndes metallisch glänzendes Gefieder, welches an Bauch und Flanken eine leicht bläulichere Tönung erhält sowie einen keilförmigen Schwanz, der namensgebend war. Seine Augen sind rot bis orange. Das Hauptverbreitungsgebiet liegt in den Ländern Angola, Sambia und südliche Demokratische Republik Kongo. Er ernährt sich überwiegend von Früchten.

## Taxonomie
In der Wissenschaft hält sich weiterhin die Vermutung, dass der Keilschwanz-Glanzstar (Lamprotornis acuticaudus) eine Superspezies mit dem Lamprotornis chloropterus bildet.
Der Keilschwanz-Glanzstar (Lamprotornis acuticaudus) wird in zwei Unterarten unterteilt:
Lamprotornis acuticaudus acuticaudus
Lamprotornis acuticaudus ecki

## Merkmale

### Körperbau und Gefieder
Der 21 bis 25 cm große Keilschwanz-Glanzstar (Lamprotornis acuticaudus) hat ausgewachsen ein Gewicht von 61 bis 76 Gramm und eine Flügellänge von durchschnittlich 12,3 cm. Er besitzt sogenannte Strukturfedern, die ihre Farben ohne Pigmente durch Lichtbrechung hervorrufen. Der besondere Glanz wird durch die in der Struktur der Federn eingebundenen Melanosome in den Melanozyten, die unter einem Keratinfilm liegen, hervorgerufen. Das Besondere dieser Melanosome sind ihre nicht nur stäbchenförmige, sondern auch innen hohle Form.
Die nominale Form des Keilschwanz-Glanzstar (L. a. acuticaudus) besitzt an Kopf, Nacken, Hals und obere Brust wie auch entlang des Rückens ein grünliches metallisch glänzendes Gefieder und die Zügel zwischen Schnabel und Auge sind schwarz mit einem leichten bläulichen Glanz und unklarer Abgrenzung. Der Zügel zieht sich unterhalb des Auges entlang und geht in die rundlichen bläulich glänzenden Ohrdecken über, die sich bis in den Bereich der Wangen ziehen. Der namensgebende Schwanz des Keilschwanz-Glanzstars hat eine Länge von etwa 8,2 bis 10,4 cm und verläuft klar abgegrenzt keilförmig von den äußeren Schwanzfedern T6 nach innen zur Schwanzspitze T1 hin. Dabei haben die T6 Federn etwa 70 % der Länge der T1 Federn. Bei den äußeren Schwanzfedern gleitet die Struktur der Federn leicht nach außen hin ab. Seine Flügel erscheinen ebenfalls grünlich glänzend und die Federn der Flügel haben einen schmalen purpurfarbenen Rand, während der Schulterbereich in einem leicht bläulicheren Ton erscheint.
Der L. a. ecki tritt insgesamt in bläulicheren Grüntönen auf, seine Flanken fallen in einem eher dunkleren blau aus und entspricht sonst der Erscheinung der nominalen Form.

### Augen
Die Iris des adulten Keilschwanz-Glanzstars ist rot (♂) bis orange (♀). Bei den Juvenilen sind diese zuerst braun werden dann mit der Entwicklung des Jungvogels zunächst gelb, bis sie die Farbe des adulten Vogels erreichen. Wie die meisten Vogelarten, außer den nachtaktiven Vögeln, sehen die Grünschwanz-Glanzstare ihre Umwelt anders als wir Menschen. Im Gegensatz zum Menschen hat der Star für das Farbsehen vier und nicht nur drei Fotorezeptortypen (auch Sehzellen genannt) auf der Retina (Netzhaut). Neben den für das Schwarz-Weiß-Sehen zuständigen dünneren stäbchenförmigen Rezeptoren, sind vier zapfenförmige Rezeptortypen für die Wahrnehmung bei den Staren zuständig (tetrachromatisches Sehen). Drei der vier zapfenförmigen Rezeptortypen sind für den in vom Menschen sichtbaren Bereich rot, grün und blau des Lichtes (trichromatisches Sehen) zuständig. Der vierte Rezeptor ist für die Wahrnehmungen im Bereich des ultravioletten Lichtes verantwortlich, welches für den Menschen nicht sichtbar ist. Der Lichteinfall regt die verschiedenen Rezeptortypen innerhalb der stark gefalteten und mit unterschiedlich farbigen Öltröpfchen versehenen Membranen verschieden intensiv an. Auf die unterschiedlichen Wellenlängen des Lichtes reagieren die jeweils zuständigen Rezeptoren mehr oder weniger stark, so dass die unterschiedlichen Farben und Farbtöne wahrgenommen werden. Der gegenüber dem Menschen zusätzliche UV-Rezeptor lässt die Stare unsere Umwelt erheblich differenzierter bzw. anders wahrnehmen. So ist der Star in der Lage, mit Hilfe der UV-Rezeptoren Unterschiede bei den Artgenossen, dem Reifegrad der Früchte oder Spuren, die wir nicht sehen, besser und einfacher zu erkennen.

### Lautäußerungen
Die Lautäußerungen fallen gleichmäßig, flüssig, in hohen trällernden Tönen, gemischt mit glucksenden und gurrenden Lauten aus. Während sie in den Bäumen die Nahrung verzehren, geben sie konversationsähnlich glucksende Laute von sich. In Gruppen kommen die Rufe schrill und fließend daher.

### Juvenile
Die Juvenilen der nominalen Form haben eine bräunliche Färbung und die Flügelfedern haben einen gold-grünen Glanz und weisen keinen purpurnen Rand auf. Der Schwanz erscheint blau-grün. Hingegen fallen die Juvenilen des Lamprotornis acuticaudus ecki mehr gräulich braun aus.

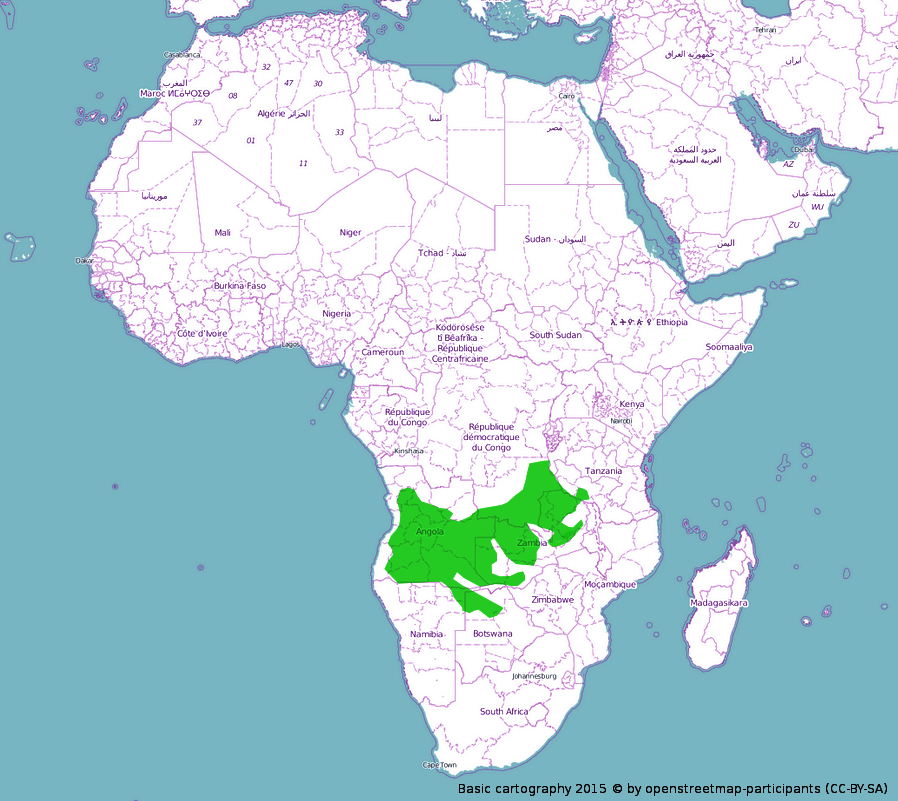
Verbreitungsgebiet des Keilschwanz-Glanzstars (Lamprotornis acuticaudus)

## Lebensraum und Verbreitung
Lamprotornis acuticaudus acuticaudus (Bocage, 1870): Sein Verbreitungsgebiet liegt in Zentral-, Nord- und Ostangola, West- und Nordsambia, der südlichen Demokratischen Republik Kongo sowie im Nordwesten Tansanias.
Lamprotornis acuticaudus ecki (Clancey, 1980): Sein Verbreitungsgebiet liegt im südlichen Angola und nordöstlichen Namibia, bis ins Okavango-Tal. sowie im äußersten Nordwesten Botswanas.
Sein etwa 1,54 Mio km² großer Lebensraum besteht vorwiegend aus weitständigem Miombo Laubwald und Brachystegia-Arten in höher gelegenen Gebieten, wie in Angola zwischen 900 und 1700 m über Meereshöhe sowie im Flusstal des Kunene mit Mopanebäumen (Colophospermum mopane). Bei dichter bewaldetem Gebiet, wie in Flusstälern, sind gewöhnlich offene Flächen, wie Baumsavannen, Ebenen oder Überflutungsebenen und Marschland, in der Nähe. In Sambia entspricht der Lebensraum weitgehend dem des Messingglanzstars (Lamprotornis chloropterus), mit trockeneren, offenen, leicht bewaldeten Savannen, Busch- und Farmland.

## Lebensweise und Verhalten
Während der Brutsaison treten die Keilschwanz-Glanzstare in Paaren auf. Den Rest des Jahres formieren sie sich in kleineren Gruppen mit bis zu 50 Individuen. Er scheint ein geselliger Vogel zu sein und bildet manchmal gemeinsam Gruppierungen mit dem Messingglanzstar (Lamprotornis chloropterus) und dem Grünschwanz-Glanzstar (Lamprotornis chalybaeus).
Seine Ernährung erfolgt überwiegend am Boden und besteht aus Früchten und Insekten. Es wird vom Verzehr der Früchte aus der Gattung der Dattelpflaumen (Diospyros) in der Familie der Ebenholzgewächse (Ebenaceae), wie der der Diospyros kirkii in Angola sowie in Namibia dem Sternapfel (Diospyros lycioides), auch Affenpflaume genannt, berichtet. Zur Ernährung stehen derzeit nur unzureichende Informationen zur Verfügung.

## Fortpflanzung
Sein Nest baut der Keilschwanz-Glanzstar aus Gras, Federn und Haaren auf dem Boden alter Höhlen von Spechten (Picidae) und Afrikanischen Bartvögeln oder natürlichen Höhlen in alten Bäumen und Baumstümpfen.

## Gefährdung
In seinen Verbreitungsgebieten gilt der Keilschwanz-Glanzstar nicht als gefährdete Art. Sein Bestand gilt als stabil. Eine Verifizierung ist kaum möglich, da eine Unterscheidung von anderen Arten in freier Wildbahn äußerst diffizil ist. Da die Verbreitungsgebiete jedoch außerordentlich groß sind, wird er von der IUCN als nicht gefährdet (least concern) eingestuft.

## Systematik
Insgesamt ist die Datenlage als äußerst dürftig zu betrachten. Nachfolgend ein Ausschnitt aus dem Stammbaum nach I. J. Lovette und D. R. Rubenstein.
|  | Keilschwanz-Glanzstar (Lamprotornis acuticaudus) |
|  |                                                  |
|  | Messingglanzstar (Lamprotornis chloropterus)     |
|  |                                                  |

|  | Grünschwanz-Glanzstar (Lamprotornis chalybaeus) |
|  |                                                 |
|  | Schillerglanzstar (Lamprotornis iris)           |
|  |                                                 |

|  | Purpurglanzstar (Lamprotornis purpureus)                                                                              |
|  | |
|  | \| \| Erzglanzstar (Lamprotornis chalcurus) \| \| \| \| \| \| Rotschulter-Glanzstar (Lamprotornis nitens) \| \| \| \| |
|  | |
|  | Erzglanzstar (Lamprotornis chalcurus)                                                                                 |
|  | |
|  | Rotschulter-Glanzstar (Lamprotornis nitens)                                                                           |
|  | |

|  | Erzglanzstar (Lamprotornis chalcurus)       |
|  |                                             |
|  | Rotschulter-Glanzstar (Lamprotornis nitens) |
|  |                                             |

|  | Grünschwanz-Glanzstar (Lamprotornis chalybaeus) |
|  |                                                 |
|  | Schillerglanzstar (Lamprotornis iris)           |
|  |                                                 |

|  | Purpurglanzstar (Lamprotornis purpureus)                                                                              |
|  | |
|  | \| \| Erzglanzstar (Lamprotornis chalcurus) \| \| \| \| \| \| Rotschulter-Glanzstar (Lamprotornis nitens) \| \| \| \| |
|  | |
|  | Erzglanzstar (Lamprotornis chalcurus)                                                                                 |
|  | |
|  | Rotschulter-Glanzstar (Lamprotornis nitens)                                                                           |
|  | |

|  | Erzglanzstar (Lamprotornis chalcurus)       |
|  |                                             |
|  | Rotschulter-Glanzstar (Lamprotornis nitens) |
|  |                                             |

|  | Keilschwanz-Glanzstar (Lamprotornis acuticaudus) |
|  |                                                  |
|  | Messingglanzstar (Lamprotornis chloropterus)     |
|  |                                                  |

|  | Grünschwanz-Glanzstar (Lamprotornis chalybaeus) |
|  |                                                 |
|  | Schillerglanzstar (Lamprotornis iris)           |
|  |                                                 |

|  | Purpurglanzstar (Lamprotornis purpureus)                                                                              |
|  | |
|  | \| \| Erzglanzstar (Lamprotornis chalcurus) \| \| \| \| \| \| Rotschulter-Glanzstar (Lamprotornis nitens) \| \| \| \| |
|  | |
|  | Erzglanzstar (Lamprotornis chalcurus)                                                                                 |
|  | |
|  | Rotschulter-Glanzstar (Lamprotornis nitens)                                                                           |
|  | |

|  | Erzglanzstar (Lamprotornis chalcurus)       |
|  |                                             |
|  | Rotschulter-Glanzstar (Lamprotornis nitens) |
|  |                                             |

|  | Grünschwanz-Glanzstar (Lamprotornis chalybaeus) |
|  |                                                 |
|  | Schillerglanzstar (Lamprotornis iris)           |
|  |                                                 |

|  | Purpurglanzstar (Lamprotornis purpureus)                                                                              |
|  | |
|  | \| \| Erzglanzstar (Lamprotornis chalcurus) \| \| \| \| \| \| Rotschulter-Glanzstar (Lamprotornis nitens) \| \| \| \| |
|  | |
|  | Erzglanzstar (Lamprotornis chalcurus)                                                                                 |
|  | |
|  | Rotschulter-Glanzstar (Lamprotornis nitens)                                                                           |
|  | |

|  | Erzglanzstar (Lamprotornis chalcurus)       |
|  |                                             |
|  | Rotschulter-Glanzstar (Lamprotornis nitens) |
|  |                                             |

|  | Keilschwanz-Glanzstar (Lamprotornis acuticaudus) |
|  |                                                  |
|  | Messingglanzstar (Lamprotornis chloropterus)     |
|  |                                                  |

|  | Grünschwanz-Glanzstar (Lamprotornis chalybaeus) |
|  |                                                 |
|  | Schillerglanzstar (Lamprotornis iris)           |
|  |                                                 |

|  | Purpurglanzstar (Lamprotornis purpureus)                                                                              |
|  | |
|  | \| \| Erzglanzstar (Lamprotornis chalcurus) \| \| \| \| \| \| Rotschulter-Glanzstar (Lamprotornis nitens) \| \| \| \| |
|  | |
|  | Erzglanzstar (Lamprotornis chalcurus)                                                                                 |
|  | |
|  | Rotschulter-Glanzstar (Lamprotornis nitens)                                                                           |
|  | |

|  | Erzglanzstar (Lamprotornis chalcurus)       |
|  |                                             |
|  | Rotschulter-Glanzstar (Lamprotornis nitens) |
|  |                                             |

|  | Grünschwanz-Glanzstar (Lamprotornis chalybaeus) |
|  |                                                 |
|  | Schillerglanzstar (Lamprotornis iris)           |
|  |                                                 |

|  | Purpurglanzstar (Lamprotornis purpureus)                                                                              |
|  | |
|  | \| \| Erzglanzstar (Lamprotornis chalcurus) \| \| \| \| \| \| Rotschulter-Glanzstar (Lamprotornis nitens) \| \| \| \| |
|  | |
|  | Erzglanzstar (Lamprotornis chalcurus)                                                                                 |
|  | |
|  | Rotschulter-Glanzstar (Lamprotornis nitens)                                                                           |
|  | |

|  | Erzglanzstar (Lamprotornis chalcurus)       |
|  |                                             |
|  | Rotschulter-Glanzstar (Lamprotornis nitens) |
|  |                                             |

|  | Keilschwanz-Glanzstar (Lamprotornis acuticaudus) |
|  |                                                  |
|  | Messingglanzstar (Lamprotornis chloropterus)     |
|  |                                                  |

|  | Grünschwanz-Glanzstar (Lamprotornis chalybaeus) |
|  |                                                 |
|  | Schillerglanzstar (Lamprotornis iris)           |
|  |                                                 |

|  | Purpurglanzstar (Lamprotornis purpureus)                                                                              |
|  | |
|  | \| \| Erzglanzstar (Lamprotornis chalcurus) \| \| \| \| \| \| Rotschulter-Glanzstar (Lamprotornis nitens) \| \| \| \| |
|  | |
|  | Erzglanzstar (Lamprotornis chalcurus)                                                                                 |
|  | |
|  | Rotschulter-Glanzstar (Lamprotornis nitens)                                                                           |
|  | |

|  | Erzglanzstar (Lamprotornis chalcurus)       |
|  |                                             |
|  | Rotschulter-Glanzstar (Lamprotornis nitens) |
|  |                                             |

|  | Grünschwanz-Glanzstar (Lamprotornis chalybaeus) |
|  |                                                 |
|  | Schillerglanzstar (Lamprotornis iris)           |
|  |                                                 |

|  | Purpurglanzstar (Lamprotornis purpureus)                                                                              |
|  | |
|  | \| \| Erzglanzstar (Lamprotornis chalcurus) \| \| \| \| \| \| Rotschulter-Glanzstar (Lamprotornis nitens) \| \| \| \| |
|  | |
|  | Erzglanzstar (Lamprotornis chalcurus)                                                                                 |
|  | |
|  | Rotschulter-Glanzstar (Lamprotornis nitens)                                                                           |
|  | |

|  | Erzglanzstar (Lamprotornis chalcurus)       |
|  |                                             |
|  | Rotschulter-Glanzstar (Lamprotornis nitens) |
|  |                                             |